# لئونارد پیاتک
لئونارد پیاتک (لهستانی: Leonard Piątek; ۳ اکتبر ۱۹۱۳ – ۱ ژوئیهٔ ۱۹۶۷) بازیکن و مربی فوتبال اهل لهستان بود.
وی همچنین در تیم ملی فوتبال لهستان بازی کرده‌است.